# Guillermo Santalla
Guillermo Santalla (España; 1898- Buenos Aires, Argentina; 1934) fue un actor de teatro español nacionalizado argentino. Padre de la primera actriz Perla Santalla.

## Carrera
Nacido en España, desde muy chico viajó a la Argentina con sus padres. Perteneciente de una familia de artistas, su hermano fue el primer actor de reparto Elisardo Santalla, con quien supo integrar varias compañías teatrales. En su ámbito laboral formó parte del Teatro Liceo. Se hizo conocido por integrar obras de teatros con fuertes tramas dramáticas como fue Los Muertos de Florencio Sánchez, con el cual hizo varias giras por el interior del país junto a su esposa Amanda Santalla, su hija y el reconocido actor Félix Blanco. También se supo lucir en teatro con la primera actriz Milagros de la Vega.

## Muerte
El actor Guillermo Santalla murió a los treinta y seis años, luego de un accidente de tránsito. El choque de dos autos se produjo en la calle Paraná, a veinte metros de la Iglesia de la Piedad. Luego del trágico incidente se resistió a que le amputaran la pierna, porque pensó que no iba a poder seguir siendo actor. El 24 de enero de 1928 fue padre de la actriz Perla Santalla, quien forjó una extensa y prestigiosa carrera, él murió cuando ella tenía tan solo seis años de edad.